# Кардам (Добричская область)
Кардам (болг. Кардам) — село в Болгарии. Находится в Добричской области, входит в общину Генерал-Тошево. Население составляет 994 человека. Имеет железнодорожные пути для маневрирования и погрузки/разгрузки, с помощью железобетонной железнодорожной рампы, военных ежегодных военные сопровождают назначенную им технику с целью их обучения, после 15-го сентября, в береговой район Шабла - Дуранкулак. Такие есть также в Добрич-Север железнодорожний вокзал.

## Политическая ситуация
В местном кметстве Кардам, в состав которого входит Кардам, должность кмета (старосты) исполняет Иван Стоянов Иванов (независимый) по результатам выборов правления кметства.
Кмет (мэр) общины Генерал-Тошево — Димитр Михайлов Петров (коалиция в составе 2 партий: Политическое движение социал-демократов (ПДСД), Болгарская социалистическая партия (БСП)) по результатам выборов в правление общины.

## Известные уроженцы
- Джордже Мотой (1936—2015) — румынский театральный деятель, актёр, театральный режиссёр. Заслуженный артист Румынии.